# Kathrin Scholl
Kathrin Scholl (* 26. November 1979 in Oldenburg) ist eine ehemalige deutsche Handballspielerin.

## Karriere
Die 1,78 m große Kreisspielerin begann 1986 das Handballspielen beim VfL Oldenburg, mit dem sie später in die Bundesliga aufstieg und 2002 im DHB-Pokalfinale stand. 2002 wechselte Scholl zum Ligarivalen DJK/MJC Trier, mit dem sie 2003 die Meisterschaft gewann. Ein Jahr später kehrte sie wieder nach Oldenburg zurück. Mit dem VfL gewann sie 2008 den EHF Challenge Cup und 2009 den DHB-Pokal. Am 10. März 2009 erklärte sie ihren Rücktritt vom Leistungssport zum Saisonende.
Ihr Länderspieldebüt für die deutsche Nationalmannschaft gab Scholl am 7. April 2006 in Riesa gegen Kroatien. Sie bestritt fünf Länderspiele, in denen sie ein Tor warf.